# NGC 3718

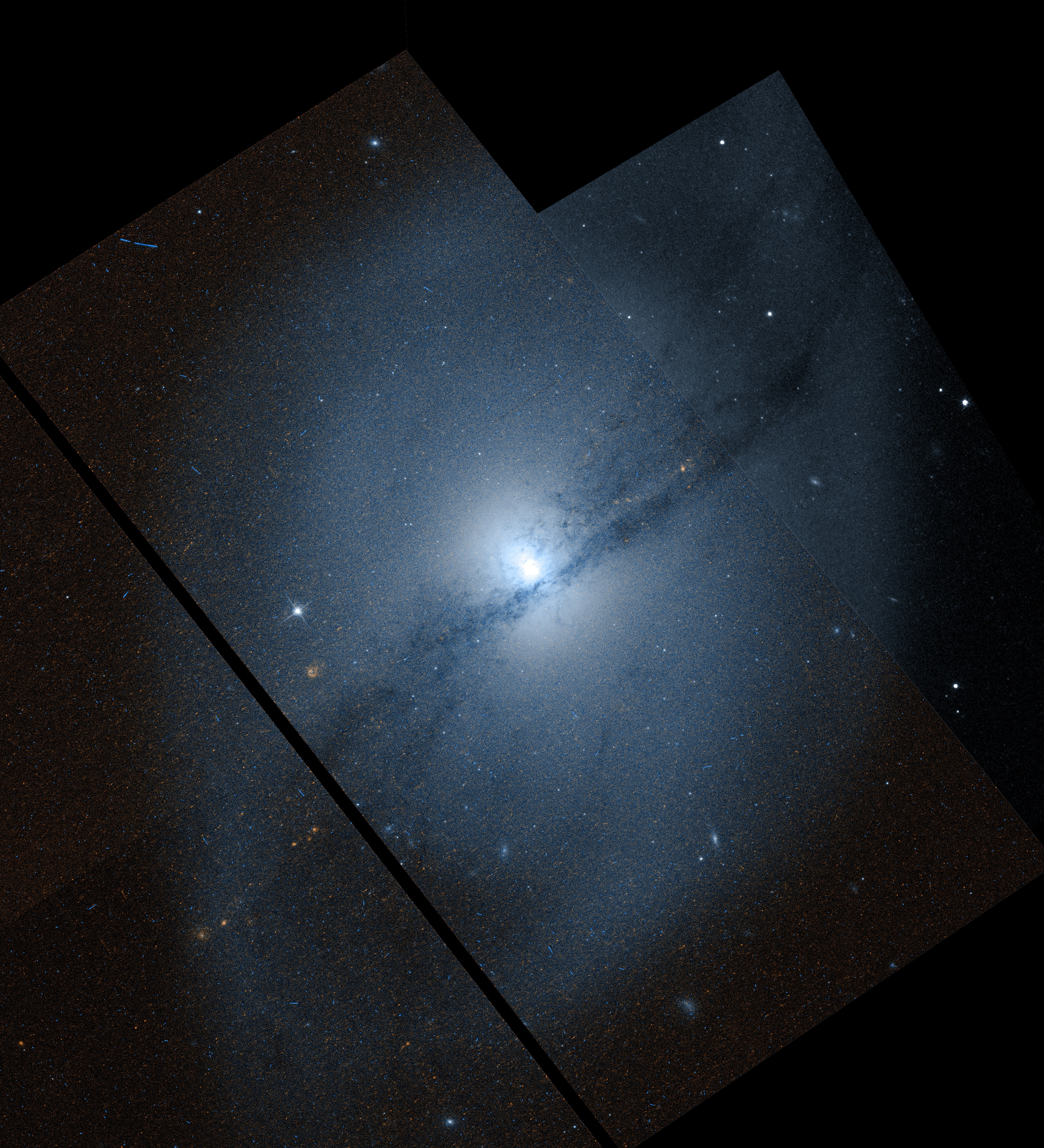
NGC 3718 في صورة التقطها تلسكوب هابل الفضائي

NGC 3718 وتسمى أيضاً Arp 214 هي مجرة تقع على بعد حوالي 52 مليون سنة ضوئية من الأرض في كوكبة الدب الأكبر. نوع المجرة عليه اختلاف بين العلماء وهي إما محدبة أو حلزونية.
المجرة بها تشوه على شكل حرف S، ويعتقد أن سببه التفاعل الجاذبي بينها وبين NGC 3729، وهي مجرة حلزونية تقع على بعد 150,000 سنة ضوئية.